# Église protestante de Buswiller
L’église protestante de Buswiller, parfois appelée église Saint-Sixte, est un temple servant au culte de l’Église protestante de la Confession d'Augsbourg d'Alsace et de Lorraine et situé à Buswiller, dans le Bas-Rhin. L’église elle-même ne fait l’objet d’aucun classement, mais contient de nombreux éléments mobiliers classés monuments historiques, dont un ensemble de monuments funéraires de la famille Gayling d’Altheim.

## Histoire
La date de construction de l’église n’est pas connue, mais un document de 1438 mentionne la présence dans le village d’une chapelle dédiée à saint Sixte, qui pourrait correspondre ou avoir précédée l’église. D’après les descriptions qui en sont faites avant les travaux du XIXe siècle qui en bouleversèrent l’aspect, le chœur était voûté d’ogives, ce qui serait consistant avec une construction au Moyen Âge. La Réforme est introduite dans la région dans la première moitié du XVIe siècle et l’église passe au culte protestant en 1545.
L’église est fortifiée à la fin du XVIe siècle par un mur d’enceinte garni de tours entourant le cimetière, dont la construction commence en 1597 et s’achève en 1602. Elle est rattachée en 1651 à la paroisse de Ringendorf et sert jusqu’à la Révolution de lieu d’inhumation pour les membres de la famille Gayling d’Altheim, dont les monuments funéraires échappent à la destruction pendant la Terreur grâce à l’intervention du maire de la commune. Juste avant les événements révolutionnaires, l’église avait fait l’objet d’importants travaux d’agrandissement, la nef ayant été prolongée de plusieurs mètres vers l’ouest.
Mal entretenue, l’église se dégrade au cours de la première moitié du XIXe siècle, avant de faire l’objet en 1852 de travaux de grande ampleur qui transforment considérablement son aspect : les voûtes sont démolies, le clocher et l’arc triomphal rehaussés. Des travaux sont réalisés en 1991 dans le but de corriger certains problèmes créés par ce chantier, par exemple le masquage d’une partie des monuments funéraires par les aménagements destinés à l’orgue.

## Architecture

### Cimetière fortifié
Le cimetière entourant l’église a été ceint à une date tardive d’un mur doté de tours, sa période de construction, entre 1597 et 1602, en faisant le dernier aménagement de ce type réalisé en Alsace. L’enceinte été rasée en 1882 et remplacée par un simple muret de moellons surmontés de piliers en grès entre lesquels se trouvent des grilles en fer forgé,. Seule subsiste une petite tour carrée au nord-ouest de l’église, dont les murs sont percés de couleuvrinières.

## Mobilier
- Autel[5].
- Mobilier[6].
- Cloche de 1803[7],[8].
- Ensemble de 6 monuments funéraires[9].
- Orgue[10].